# Dichocrocis
Dichocrocis är ett släkte av fjärilar. Dichocrocis ingår i familjen Crambidae.

## Bildgalleri

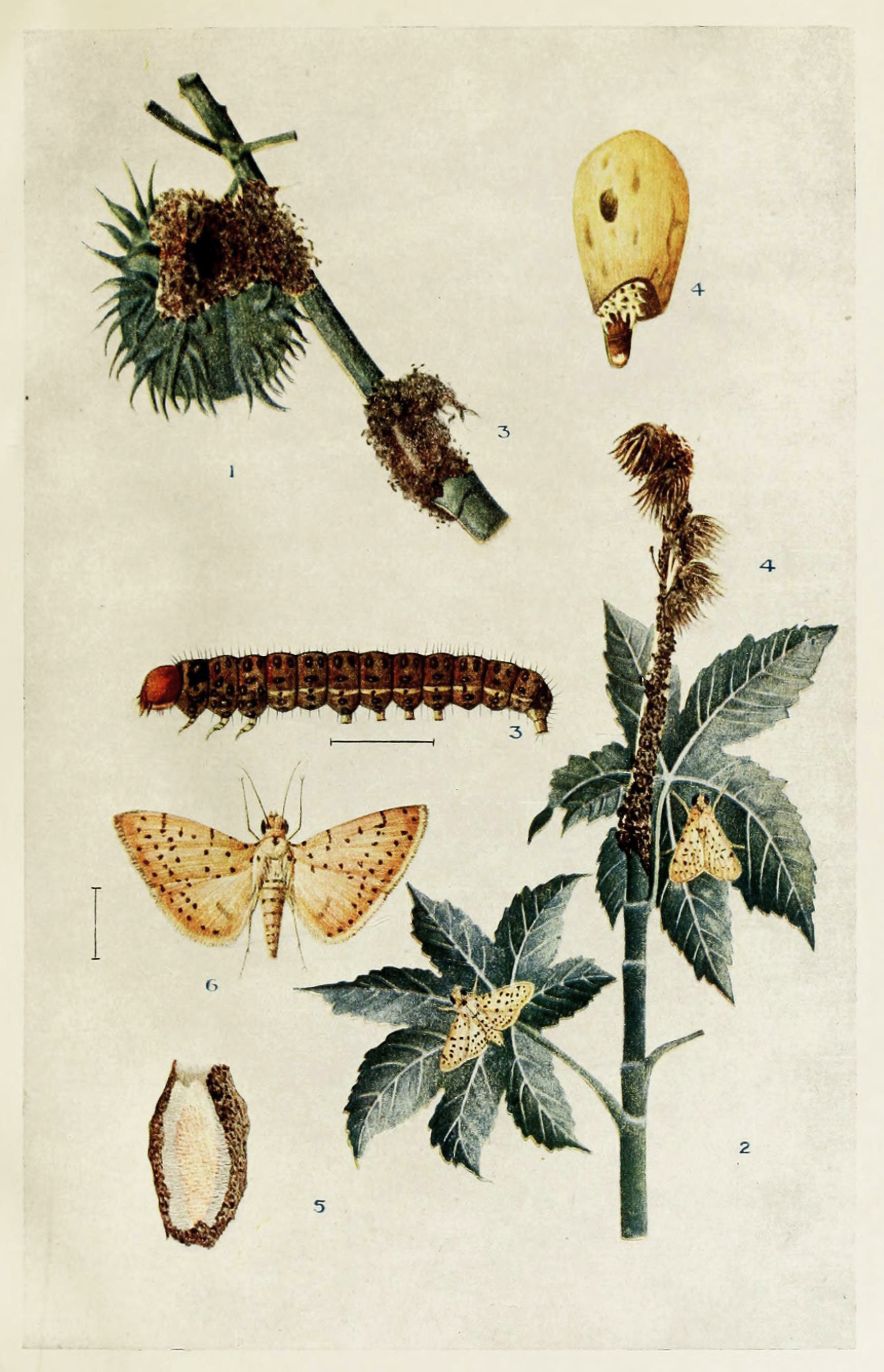
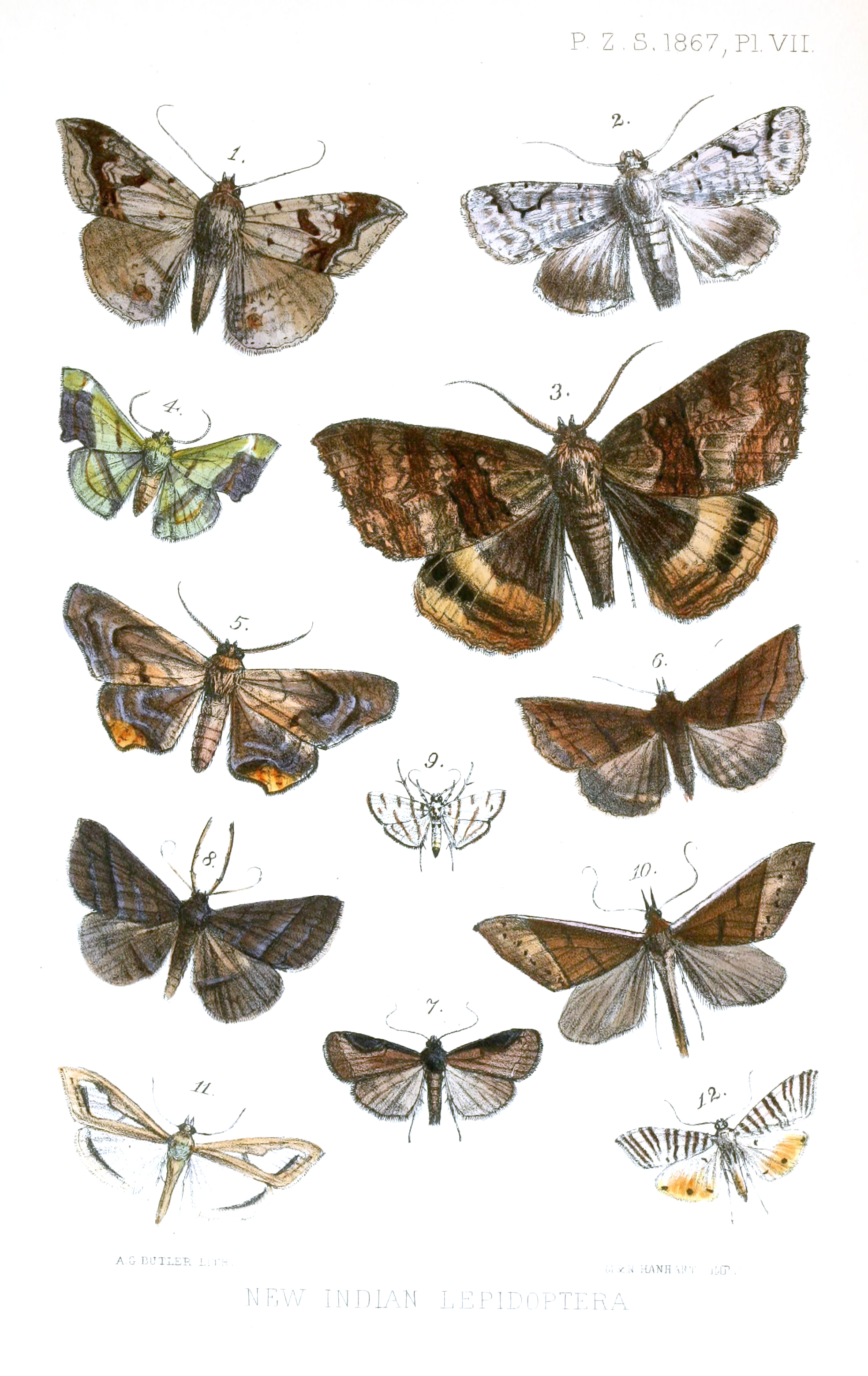

## Dottertaxa tillDichocrocis, i alfabetisk ordning[1]
- Dichocrocis acoluthalis
- Dichocrocis actinialis
- Dichocrocis aechmisalis
- Dichocrocis albifrons
- Dichocrocis alluaudalis
- Dichocrocis angulifascia
- Dichocrocis atrisectalis
- Dichocrocis attemptalis
- Dichocrocis auritincta
- Dichocrocis biagialis
- Dichocrocis bicodula
- Dichocrocis bilinealis
- Dichocrocis bimaculalis
- Dichocrocis biplagialis
- Dichocrocis bistrigalis
- Dichocrocis catalalis
- Dichocrocis chlorophanta
- Dichocrocis chlorotypa
- Dichocrocis clioalis
- Dichocrocis clystalis
- Dichocrocis compsogramma
- Dichocrocis credulalis
- Dichocrocis definita
- Dichocrocis dehradunensis
- Dichocrocis demeter
- Dichocrocis detracta
- Dichocrocis diminutiva
- Dichocrocis discinotalis
- Dichocrocis dorsipunctalis
- Dichocrocis erixantha
- Dichocrocis ersealis
- Dichocrocis eubulealis
- Dichocrocis euryatma
- Dichocrocis evaxalis
- Dichocrocis ferialis
- Dichocrocis festivalis
- Dichocrocis fluminalis
- Dichocrocis frenatalis
- Dichocrocis fuscifimbria
- Dichocrocis fuscoalbalis
- Dichocrocis galmeralis
- Dichocrocis guttatalis
- Dichocrocis gyacalis
- Dichocrocis haemactalis
- Dichocrocis haplisema
- Dichocrocis jubata
- Dichocrocis klotsi
- Dichocrocis latipunctalis
- Dichocrocis lentalis
- Dichocrocis leptalis
- Dichocrocis leptophaes
- Dichocrocis leucostalis
- Dichocrocis liparalis
- Dichocrocis loxophora
- Dichocrocis macrostidza
- Dichocrocis megillalis
- Dichocrocis nicippealis
- Dichocrocis nigralis
- Dichocrocis nigricinctalis
- Dichocrocis nigrilinealis
- Dichocrocis nigripunctalis
- Dichocrocis nigrofimbrialis
- Dichocrocis nilusalis
- Dichocrocis nimalis
- Dichocrocis nubifera
- Dichocrocis onusialis
- Dichocrocis orissusalis
- Dichocrocis pactolica
- Dichocrocis pallidalis
- Dichocrocis pandamalis
- Dichocrocis pardalis
- Dichocrocis penniger
- Dichocrocis philippinensis
- Dichocrocis planalis
- Dichocrocis plenistigmalis
- Dichocrocis pluto
- Dichocrocis plutusalis
- Dichocrocis polystidzalis
- Dichocrocis pseudpoeonalis
- Dichocrocis pulalis
- Dichocrocis punctiferalis
- Dichocrocis punctilinealis
- Dichocrocis pyrrhalis
- Dichocrocis recurrens
- Dichocrocis revidata
- Dichocrocis rigidalis
- Dichocrocis rubritinctalis
- Dichocrocis sabatalis
- Dichocrocis semifascialis
- Dichocrocis semistrigalis
- Dichocrocis semperi
- Dichocrocis sernalis
- Dichocrocis sordidalis
- Dichocrocis spirosticha
- Dichocrocis straminea
- Dichocrocis strigimarginalis
- Dichocrocis strigulosa
- Dichocrocis subalbalis
- Dichocrocis tharsalea
- Dichocrocis tiapalis
- Dichocrocis tigridalis
- Dichocrocis tigrina
- Dichocrocis tripunctapex
- Dichocrocis tyranthes
- Dichocrocis umbrosa
- Dichocrocis uniformalis
- Dichocrocis veisealis
- Dichocrocis xanthias
- Dichocrocis xanthocyma
- Dichocrocis xanthoplagalis
- Dichocrocis xuthusalis
- Dichocrocis zebralis